# Malacomys longipes
Il ratto di palude dalle grandi orecchie (Malacomys longipes  Milne-Edwards, 1877) è un roditore della famiglia dei Muridi diffuso nell'Africa centrale.

## Descrizione
Roditore di medie dimensioni, con la lunghezza della testa e del corpo tra 120 e 183 mm, la lunghezza della coda tra 151 e 190 mm, la lunghezza del piede tra 35 e 40 mm, la lunghezza delle orecchie tra 19 e 29 mm e un peso fino a 130 g.

La pelliccia è vellutata. Le parti superiori sono marroni. La testa è grigia, con la punta del muso, l'area intorno agli occhi ed il capo nerastri. In alcuni individui è presente una macchia bianca-giallastra che si estende dalla fronte fino alla base del naso. Le parti inferiori sono grigiastre. Le zampe sono ricoperte di piccoli peli biancastriLa coda è più lunga della testa e del corpo, scura sopra e biancastra sotto. Il cariotipo è 2n=48 FN=52.

## Biologia

### Comportamento
È una specie notturna e terricola. Costruisce nidi d'erba al suolo. Talvolta si arrampica sugli alberi.

### Alimentazione
Si nutre di parti vegetali, insetti, lumache e rospi.

## Distribuzione e habitat
Questa specie è diffusa dalla Nigeria meridionale all'Uganda centrale. Un individuo è stato catturato nello Zambia.
Vive nelle foreste pluviali, dove preferisce le sponde dei torrenti, e i bacini fangosi, dove è abbastanza comune, fino a 2.230 metri di altitudine.

## Tassonomia
Sono state riconosciute 4 sottospecie:
- M.l.longipes: Nigeria meridionale, Camerun centrale e meridionale, Gabon settentrionale, Rio Muni, Congo settentrionale, Repubblica Centrafricana meridionale, Repubblica Democratica del Congo nord-occidentale;
- M.l.australis (Ansell, 1958): Zambia;
- M.l.centralis (de Winton, 1897): Repubblica Democratica del Congo centro-orientale, Uganda centrale;
- M.l.wilsoni (Thomas, 1916): Repubblica Democratica del Congo centro-meridionale, Angola nord-orientale.

## Conservazione
La IUCN Red List, considerato il vasto areale e la popolazione numerosa, classifica M.longipes come specie a rischio minimo (Least Concern).